# زيزفون بدوي
زيزفون بدوي (21 يناير 1940 -) هي أستاذةٌ مصريةٌ في علم التشريح. تُعد حاليًا أستاذةً فخريةً في قصر العيني. يُذكر أيضًا أنها كانت متزوجةٌ من عالم التشريح المصري محمد فوزي جاب الله حتى وفاته في 13 فبراير/شباط 2022 م.

## حياتها
وُلدت زيزفون حسين بدوي في 21 يناير/كانون الثاني 1940 م. حصلن على درجة البكالوريوس في الطب والجراحة من قصر العيني عام 1962 م، ثم درجة الماجستير في علم التشريح وعلم الأجنة عام 1966 من نفس الجامعة، ودرجة الدكتوراة في فلسفة علم الإنسان الحيوي عام 1970 من نفس الجامعة. تعمل أستاذةً فخريةً في قصر العيني.
نشرت أكثر من 52 بحثُا، كما صدر لها مجموعةٍ من أطالس التشريح باللغة الإنجليزية بالتعاون مع زوجها محمد فوزي جاب الله في عام 1986 م، والتي تضمنت: (Embryology + Thorax + Upper limb + Lower limb + Abdomen - Pelvis + Neuro + Head - Neck).
كانت متزوجةً من الأستاذ الدكتور محمد فوزي جاب الله (4 سبتمبر 1939 - 13 فبراير 2022)، ولها مُنه ثلاثة أبناء؛ إيناس وإيمان وحاتم.